# Cryphaea acuminata
Cryphaea acuminata är en bladmossart som beskrevs av J. D. Hooker och William M. Wilson 1854. Cryphaea acuminata ingår i släktet Cryphaea och familjen Cryphaeaceae. Inga underarter finns listade i Catalogue of Life.